# 日本文理大学硬式野球部
日本文理大学硬式野球部（にっぽんぶんりだいがくこうしきやきゅうぶ、Nippon Bunri University Baseball Club）は、九州地区大学野球連盟に所属する大学野球チーム。日本文理大学の学生によって構成されている。

## 歴史
1967年（昭和42年）、大分工業大学野球部として創部。九州地区大学野球連盟北部九州地区1部リーグに所属している。
2002年、第51回全日本大学野球選手権大会初出場。
2003年、第52回全日本大学野球選手権大会準々決勝で早稲田大を3-2（延長10回）、準決勝で東北福祉大を5-4、決勝の亜細亜大戦では4年吉川輝昭ら7人の投手リレーにより4×-3で下し、九州地区大学野球連盟代表初の大学日本一となった。

## 本拠地
- NBUさくらBallPark（大分県大分市）

## 記録
- リーグ優勝：32回（旧大会での19回を含む）[2]。
- 全日本大学野球選手権：出場11回、優勝1回（2003年）
- 明治神宮野球大会大学の部：出場1回

## 主な出身者

### プロ野球現役選手
- 宮﨑敏郎 - 横浜DeNAベイスターズ
- ケムナ誠 - 広島東洋カープ
- 坂本光士郎 - 千葉ロッテマリーンズ
- 前田純 - 福岡ソフトバンクホークス

### 元プロ野球選手
- 星山忠弘 - 阪神タイガース
- 吉川輝昭 - 第52回全日本大学野球選手権大会にて初優勝の立役者。横浜DeNAベイスターズ
- 脇谷亮太 - 第52回全日本大学野球選手権大会初優勝時の主将。読売ジャイアンツ→埼玉西武ライオンズ
- 古川秀一 - オリックス・バファローズ
- 新崎慎弥 - 福岡ソフトバンクホークス
- 木谷良平 - 東京ヤクルトスワローズ
- 小野淳平 - 読売ジャイアンツ→広島東洋カープ
- 田中豊樹 - 北海道日本ハムファイターズ→読売ジャイアンツ

## 主な指導者
- 中村壽博 - 監督（西日本短大付－早稲田大学）